# Cvetje v jeseni (povest)
Cvetje v jeseni je povest Ivana Tavčarja, ki ima zgradbo okvirne pripovedi. Zgodba je nastala med 1. svetovno vojno, leta 1917 pa je bila objavljena v Ljubljanskem zvonu. Izdal jo je pod psevdonimom Emil Leon.
V uvodnem delu pisatelj razvija misel, da le z naravo povezan kmečki človek še živi naravno, globoko in čustveno. Cvetje v jeseni je prispodoba za ljubezen med meščanskim Janezom in kmečkim dekletom Meto. Povest ima naslov Cvetje v jeseni, ker Janezova pozna, a nežna in iskrena ljubezen do Mete zaradi njene nenadne smrti, tako kot cvetje v jeseni, ne obrodi sadov.
Vodilna tema je nasprotje med meščanskim in kmečkim načinom življenja. Z osebno izkušnjo to nasprotje pokaže Janez, ki zgodbo pripoveduje.

## Vsebina
Zgodba se prične na ljubljanskem vrtu, kjer se Janez pogovarja s svojimi tremi prijateljicami go. Mico, go. Dinco in go. Marico. Janez se sprašuje, ali te ženske resnično ljubijo svoje može in tako pogovor nanese na to, da te gospe niso vzele svojih mož zaradi prave ljubezni, temveč le zaradi denarja. Gospe se razjezijo in Janezu zamerijo in prav zaradi tega Janez začne s pripovedjo o svoji pravi ljubezni (Cvetje v jeseni).
Pripovedovati začne o svoji prijateljici Heleni, ki je poročena in h kateri se je lahko zatekel, ko mu je kaj ležalo na duši. Vendar je prišel tudi čas, ko ga je Helena nenadoma nagnala iz hiše.
Pripoved nadaljuje zgodba o kraju Jelovo brdo, kjer so bili revni in so se komaj preživljali. Na poti na Jelovo brdo se spominja vsega iz svojega otroštva, sreča pa tudi Skalarja, ki naj bi umoril Kalarja in ženo in onadva mu povesta nekaj več o tamkajšnjem življenju. Namreč prišli so na Jelovo brdo, kjer so jih vaščani skoraj ubili, vendar so jih spustili v vas, ko so slišali njihove molitve.
Nato Janez prispe k sorodniku Presečniku, kjer spozna, da je kmet kralj in skupaj z ostalimi povečerja in obuja spomine. Po večerji se zaplete v pogovor s Presečnikovo hčerjo Meto ter takoj vidi in si reče, da je to najlepša ženska na svetu, da iz nje izžareva nepopisna lepota.
Nato se Janez pomeri s hlapcem Danijelom v košenju trave in Janez ga prekosi, zato hoče Danijel dati odpoved. Kasneje Janez z Meto odide na sprehod do tolmuna, kjer želita naloviti ribe, vendar v strahu, da bi ju ostale velike ribe ugriznile, odnehata. Kalar se tudi izpove Janezu, da se mu je zlagal, da je Skalar ubil brata in tega si ne more odpustiti, zato vseeno želi iti v zapor.
Vsi skupaj se odpravijo na Poljane v cerkev, kjer Kalar prosi Skalarja, naj mu odpusti, kar tudi stori. Ostanejo še pri maši, nato pa se podajo naprej na ogled stojnic in ponudbe tistega dne. Janez se tam tudi stepe in na koncu ga vsi častijo, ker se je stepel zaradi omadeževanja Metinega imena. Kmalu se odpravijo proti domu. V tem poglavju tudi izvemo, da je bil Janez telovadec, obiskoval je ljubljansko gimnazijo in da ima dobro plačano službo.
V tej vasi je še ena posebnost, in sicer, da se ženske med sabo ne marajo, kar se vidi pri srečanju Mete s Katinko. Janez se opraviči Meti in ona sprejme opravičilo ter naslednji dan so že vsi vedeli.
Z Meto odideta tudi na Blegoš, kjer se imata zelo lepo. Janez uživa v njeni družbi, prav tako tudi ona v njegovi. Na poti dol se lovita, vendar se vse neha, ko jo Janez po nesreči prime na nedovoljeno intimno mesto.
Prišel je čas Janezovega odhoda v Ljubljano in Meta je vsa iz sebe, ker mora iti in mu tudi posredno pove, da bi šla rada z njim. On je noče odpeljati v mesto, ker pravi, da mesto ni za vaščane in na koncu odide sam v Ljubljano.
Janez po dolgem Danijelovem pregovarjanju le kupi hišo na Jelovem brdu, kar naredi le zato, da bo bližje svoji dragi. Meti pove, da jo lahko vzame za ženo, če ona to želi. Snubitev pa se ne konča dobro, ker mu Meta ob tej novici umre v naročju. Vsi žalujejo za Meto, Janez pa tega še dolgo ne pozabi. Še vedno pravi, da je z njim in da ga bo vedno spremljala. Konec se za večino konča dobro, le za Danijela ne, saj postane berač.
Po povesti je bil leta 1973 posnet film z istoimenskim naslovom, 2014 pa muzikal - avtor glasbe Matjaž Vlašič, režiser Vojko Anzeljc, libretist Janez Usenik, koreograf Miha Krušič, producent Gorazd Slak, igralci: Matjaž Robavs, Domen Križaj, Nina Pušlar, Maja Martina Merljak, Jure Ivanušič, Alenka Kozolc Gregurić, Marjan Bunič, Damijan Perne in Lucija Grm.